# NjRAT

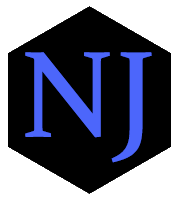
Logo njRAT

njRAT, także Bladabindi – działające w systemie Windows narzędzie typu Remote Administration Tool (RAT), umożliwiające wykonywanie zdalnych komend.
Jest klasyfikowane jako koń trojański. Narzędzie umożliwia m.in. rejestrowanie klawiszy, dostęp do kamery ofiary, podbieranie danych uwierzytelniających przechowywanych w przeglądarkach oraz przesyłanie i pobieranie plików. Po raz pierwszy zostało odkryte w 2012 roku.
Ataki wykorzystujące trojana njRAT skupiają się głównie na agencjach i organizacjach rządowych na Bliskim Wschodzie. W marcu 2017 r. strona internetowa Amaq News Agency, organizacji informacyjnej powiązanej z Państwem Islamskim, padła ofiarą ataku hakerskiego, w ramach którego wprowadzono fałszywy monit z prośbą o aktualizację rozszerzenia Adobe Flash Player. W rzeczywistości komunikat ten prowadził do formy trojana njRAT.